# Cultureel pluralisme
Cultureel pluralisme is een term die wordt gebruikt wanneer kleinere groepen in een grotere samenleving hun unieke culturele identiteit behouden, waarbij hun waarden en handelingen worden geaccepteerd door de dominante cultuur, op voorwaarde dat die consistent zijn met de wetten en waarden van de bredere samenleving. Als zijnde een sociologische term, zijn de definitie en omschrijving van cultureel pluralisme geevoueerd. Het is beschreven als niet alleen een feit maar als maatschappelijk doel.